# Montlevon
Montlevon é uma comuna francesa na região administrativa de Altos da França, no departamento de Aisne. Estende-se por uma área de 22,65 km². Em 2010 a comuna tinha 307 habitantes (densidade: 13,6 hab./km²).